# 취미 목록
아래는 취미 목록이다.

## 실내 취미
- 3차원 인쇄[1]
- 연기 (예술)[2]
- 아마추어 무선[3]
- 배턴 트월링[4]
- 보드 게임[5]
- 캘리그래피[6]
- 컴퓨터 프로그래밍[7]
- 요리[8]
- 코스프레[9]
- 십자수
- 십자말
- 암호학[10]
- 춤[11]
- 디지털 아트[12]
- DIY[13]
- 드라마[14]
- 소묘[15]
- 일렉트로닉스[16]
- 자수[17]
- 의상 제작
- 게이밍 (테이블탑 게임 및 롤플레잉 게임)[18]
- 계보학[19]
- 양액재배[20]
- 빙상 스케이트[21]
- 직소 퍼즐[22]
- 저글링[23]
- 뜨개질[24]
- 레이스 제작[25]
- 가죽 공예
- 레고 조립[26]
- 음악 듣기[27]
- 마술[28]
- 종이접기[29]
- 회화[30]
- 애완동물
- 우취
- 악기 연주[31]
- 도예[32]
- 퍼즐[33]
- 읽기[34]
- 조각[35]
- 바느질[36]
- 가창[37]
- 스케치[15]
- 비누[38]
- 스탠드업 코미디[39]
- 탁구[40]
- 태팅
- 박제[41]
- 비디오 게임[42]
- 영화 보기[43]
- 텔레비전 시청
- 월드 와이드 웹[44]
- 위키백과 편집[45]
- 목각[46]
- 목공[47]
- 쓰기[48]
- 요요[49]
- 요가[50]

## 실외 취미
- 항공 스포츠[51]
- 궁술[52]
- 천문학[53]
- 베이스 점핑[54]
- 야구[55]
- 농구[56]
- 양봉[57]
- 탐조[58]
- 대장장이
- 보디빌딩[59]
- 브라질리안 주짓수[60]
- 야영
- 운전[61]
- 어로[62]
- 플라잉[63]
- 원반 장난감
- 정원 가꾸기[64]
- 지오캐싱[65]
- 낙서[66]
- 핸드볼[67]
- 하이킹[68]
- 승마술
- 사냥[69]
- 연날리기[70]
- 카이트서핑[71]
- 라이브 액션 롤플레잉 게임[72]
- 금속 탐지[73]
- 모터스포츠[74]
- 등산[75]
- 네트볼[76]
- 오리엔티어링[77]
- 페인트볼[78]
- 파쿠르[79]
- 사진술[80]
- 폴로[81]
- 래프팅[82]
- 현수하강[83]
- 암벽등반[75]
- 롤러스케이팅[84]
- 럭비[85]
- 달리기[86]
- 세일링[87]
- 샌드 아트[88]
- 스카우트 운동
- 스쿠버 다이빙[89]
- 사격[90]
- 쇼핑[91]
- 스케이트보딩[92]
- 스키[93]
- 스킴보딩[94]
- 스카이다이빙[95]
- 슬래클라이닝[96]
- 스노보드[93]
- 축구
- 물수제비[97]
- 파도타기[98]
- 수영[99]
- 태권도[100]
- 태극권[101]
- 휴가
- 걷기
- 수상 스포츠[102]

## 수집 취미

### 실내
- 액션 피겨
- 골동품[103]
- 트레이딩 카드[104]
- 주화수집[105]
- 미니어처 카
- 우표 수집[106]

### 실외
- 금속 탐지[107]

## 경쟁 취미

### 실내
- 배드민턴[108]
- 배턴 트월링[109]
- 당구[110]
- 권투[111]
- 브리지[112]
- 응원[113]
- 체스[114]
- 컬링[115]
- 다트[116]
- 토론[117]
- 펜싱[118]
- 바둑[119]
- 체조[120]
- 빙상 스케이트[121]
- 카바디[122]
- 구슬[123]
- 무예[124]
- 마작[125]
- 포커[126]
- 스포츠스태킹
- 테이블 풋볼[127]
- 배구[128]
- 웨이트리프팅[129]

### 실외
- 에어소프트[130]
- 미식축구[131]
- 궁술[52]
- 축구[132]
- 오스트레일리안 풋볼[133]
- 자동차 경주[134]
- 야구[135]
- 비치발리볼[136]
- 브레이크댄스[137]
- 등반[75]
- 크리켓[138]
- 자전거 타기[139]
- 디스크 골프[140]
- 마술 (말)[141]
- 필드하키[142]
- 피겨 스케이팅[21]
- 어로[143]
- 골프[144]
- 핸드볼[67]
- 아이스하키[145]
- 유도[146]
- 레이싱 카트[147]
- 라크로스
- 모형항공기[148]
- 라켓볼[149]
- 롤러 더비[150]
- 럭비 리그 풋볼[151]
- 사격경기[152]
- 스케이트보딩[153]
- 스피드 스케이팅[21]
- 스쿼시[149]
- 파도타기[98]
- 수영[99]
- 탁구[40]
- 테니스[154]
- 트라이애슬론[155]
- 얼티밋 프리스비[156]
- 배구[136]

- 마술 (말)

## 관찰 취미

### 실내
- 학습
- 읽기[157]
- 단파청취[158]

### 실외
- 아마추어 천문학[53]
- 점성술[159]
- 탐조[58]
- 지오캐싱[65]
- 기상학[160]
- 사진술
- 철도 동호인[161]
- 여행[162]
- 하이킹/배낭여행
- 고래 관광